# In supremae dignitatis
In supremae dignitatis è una bolla pontificia promulgata da Papa Clemente VI ad Avignone il 3 settembre 1343. Con essa il papa istituiva lo Studium Generale di Pisa, ovvero l'attuale Università di Pisa.